# غوردانا بوجويفيتش
غوردانا بوجويفيتش (بالصربية: Гордана Богојевић) مواليد 22 مايو 1974 في زغرب، جمهورية يوغوسلافيا الاشتراكية الاتحادية - الوفاة 05 ديسمبر 2009، كانت لاعبة كرة سلة صربية. بدأت مسيرتها الاحترافية في سنة 1989. اعتزلت اللعب في 2007. لعبت مع نادي كومنسي لكرة السلة للسيدات ونادي سكيو لكرة السلة للسيدات.

## روابط خارجية
- غوردانا بوجويفيتش على موقع الاتحاد الدولي لكرة السلة (الإنجليزية)
- غوردانا بوجويفيتش على موقع كرة السلة الأوروبية.كوم (الإنجليزية)
- غوردانا بوجويفيتش على موقع بروبوليرز (الإنجليزية)